# جون أ. وول
جون أ. وول هو محامي وسياسي أمريكي، ولد في 30 ديسمبر 1847، وتوفي في 24 يونيو 1886. نشط حزبياً في الحزب الديمقراطي. وقد انتخب عضو جمعية ولاية ويسكونسن ‏.